# Mỹ Linh Tour 2018 – Thời gian
Mỹ Linh Tour 2018 – Thời gian là chuyến lưu diễn thứ tư của ca sĩ Mỹ Linh nhằm quảng bá cho album phòng thu Chat với Mozart II (2018). Đây là tour diễn cuối cùng trong sự nghiệp của Mỹ Linh, bao gồm các thể loại classical crossover, pop, hip hop, R&B, opera với chủ đề "Bài ca tự do". Buổi biểu diễn gồm ba phần trình diễn 22 ca khúc đại diện được lựa chọn chủ yếu từ Chat với Mozart II và các album từ khi cô bắt tay với ban nhạc Anh Em, cùng các khách mời Hà Phạm Thăng Long, Bùi Anh Tuấn, Hà Lê và Mỹ Anh. Khởi động tại Cung Văn hóa Hữu nghị Việt Xô, Hà Nội vào ngày 11 tháng 8 năm 2018, chuyến lưu diễn được tổ chức lại và có buổi trình diễn ở Đà Nẵng tại Nhà hát Trưng Vương vài ngày sau đó vào ngày 15 tháng 8 trước khi kết thúc vào ngày 18 tháng 8 cùng năm tại Nhà hát Hòa Bình, Thành phố Hồ Chí Minh. Khác với ba chuyến lưu diễn trước, Mỹ Linh Tour 2018 – Thời gian quy tụ dàn kèn sinh viên đến từ trường Berklee, Mỹ. Đây là chuyến lưu diễn có quy mô lớn nhất trong sự nghiệp của Mỹ Linh, và còn giúp cô trở thành nữ ca sĩ Việt Nam duy nhất thực hiện được bốn tour diễn cá nhân xuyên Việt tính đến nay.
Mỹ Linh Tour 2018 – Thời gian đa phần nhận được những đánh giá tích cực từ báo chí. Tại Giải thưởng Cống hiến lần thứ 14, chuyến lưu diễn được tôn vinh tại một đề cử ở hạng mục "Chương trình của năm".
Bộ phim tư liệu với tựa đề The Making of Mỹ Linh Tour 2018, bao gồm 5 tập ghi hình quá trình thực hiện chuyến lưu diễn, tập đầu tiên "Gặp gỡ" được cô đăng tải chính thức trên YouTube ngày 19 tháng 5 năm 2018. Buổi biểu diễn vào ngày 11 tháng 8 năm 2018 đã được ghi hình cho DVD Mỹ Linh Tour 2018 – Thời gian và được phát hành vào năm 2019.

## Bối cảnh và họp báo
— Mỹ Linh công bố chủ đề của tour diễn
Ngày 18 tháng 1 năm 2018, Mỹ Linh chính thức phát hành album phòng thu Chat với Mozart II, đánh dấu đĩa nhạc cuối cùng trong sự nghiệp theo công bố. Tại buổi họp báo ra mắt album, cô đã thông báo về chuyến lưu diễn thứ tư và quyết định tổ chức nó vào tháng tư, ngoài ra là dự định phát hành đĩa thu trực tiếp tại sân khấu, tất cả sẽ được quay và dựng lại. Trong buổi phỏng vấn tại chương trình Cafe ngày mới trên VTC9, cô chia sẻ việc bà ngoại của nhạc sĩ Anh Quân mất và sau đó là sự kiện FIFA World Cup 2018 nên lịch diễn đã được lùi sang tháng 8. Đạo diễn Phạm Hoàng Nam được cô tin tưởng giao phó toàn bộ chương trình và "anh đồng ý ngay lập tức" ngay khi nhận được lời mời. Nhiều người bạn nghệ sĩ quen thuộc của họ cũng quay trở lại để hỗ trợ. Tại buổi họp báo chính thức giới thiệu chương trình vào ngày 15 tháng 6 năm 2018, Mỹ Linh bày tỏ mong muốn tổ chức một chuyến lưu diễn "ghi dấu và khẳng định lại những giá trị âm nhạc và hành trình mà tôi và các cộng sự âm nhạc của tôi quan tâm và theo đuổi", cùng với đó là lịch diễn cụ thể của toàn bộ chương trình. Nhạc sĩ Anh Quân đã công bố chủ đề "Bài ca tự do" cùng các thể loại âm nhạc được biểu diễn và khách mời đầu tiên là con gái út của họ – Mỹ Anh; ngoài ra anh cũng úp mở về một số khách mời còn lại: "là những nhân vật đặc biệt và khó đoán". Đạo diễn Phạm Hoàng Nam nhận định "ba địa điểm tổ chức tour có những khoảng không gian khác nhau nên sự thách thức để làm sao cho các chương trình nhất quán là rất lớn", khi nghe đĩa nhạc anh nhận thấy phần âm nhạc không tỏa ra bằng một hình thù nào, và quyết định không sử dụng màn hình LED để phần cảm xúc được truyền đạt chân thực.

## Tựa đề
Việc đặt tựa đề Thời gian cho chuyến lưu diễn cuối cùng trong sự nghiệp âm nhạc của Mỹ Linh mang nhiều ý nghĩa khi đây đánh dấu 20 năm từ khi cô chính thức đặt vấn đề hợp tác cùng ban nhạc Anh Em, là giá trị thời gian giữa cô và những người cộng sự vì "thời gian là người bạn chung thủy, dù bản thân có ra sao, nó vẫn không bao giờ rời bỏ mình. Tuy vậy, tựa đề này không có ý nghĩa kỷ niệm 20 năm ca hát, hay đánh dấu kết thúc sự nghiệp. Mỹ Linh giải thích: "Thời gian chính là hành trình và cơ hội để chúng ta nhìn lại, bước tiếp. Thời gian có thể qua đi nhưng những gì chúng ta tin và theo đuổi thì sẽ luôn như vậy" và "là cuộc gặp gỡ giữa Mỹ Linh với những người bạn - những khán giả, người hâm mộ[...]".
"Thời gian không chỉ là sự ghi dấu của cái gì đã qua, đó còn là những gì chúng tôi đang và thậm chí có thể là gợi mở những điều chúng tôi sẽ tiếp tục làm", cho "những điều hay hơn sắp đến". Chia sẻ thêm sau thông báo tour lưu diễn cuối cùng trong sự nghiệp, cô cho biết sẽ không tổ chức một chương trình lớn như thế này nữa, và trong tương lai "Linh có hoạch định làm một điều gì đó khác, thử thách ở một góc độ khác và nó sẽ được xuất hiện dưới một hình hài khác".

## Triển khai

### Tập luyện

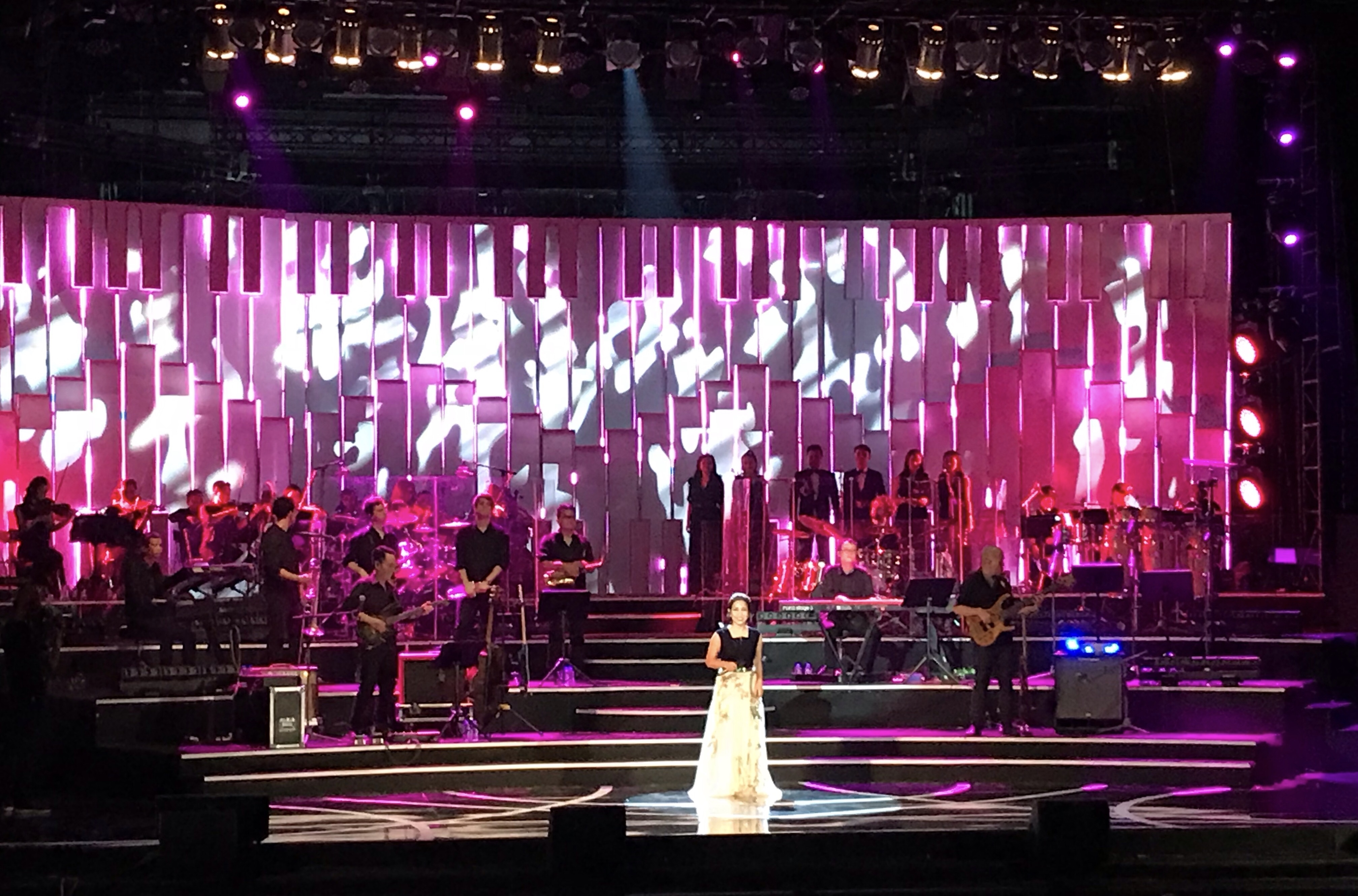
Toàn cảnh tại Cung Văn hóa Hữu nghị Hà Nội với phần sân khấu là những phím đàn được thiết kế đơn giản không sử dụng màn hình LED.

Ban nhạc Anh Em gồm có Anh Quân (guitar), Huy Tuấn (guitar bass), Nguyễn Tuấn Nam (piano), Quốc Bình (trống), Vũ Văn Hà (organ) và Hồng Kiên (saxophone). Một nhóm sinh viên trẻ được mô tả "là những sinh viên xuất sắc nhất đến từ trường Berklee" – nơi Anna Trương đang theo học, bao gồm các nhạc công Eric Derwallis, Kyle Zimmerman, Alan Hsiao và Jeremy Alvarez cũng được mời về trước đêm diễn đầu tiên tại Hà Nội một tuần. Trong đó, Eric chơi trống với Kyle và Alan từng thu âm cùng họ trong dự án album Chat với Mozart II.
Nhạc sĩ Hồ Hoài Anh đảm nhiệm vai trò chỉ đạo dàn bè. Khi chuẩn bị cho chuyến lưu diễn, Mỹ Linh và ban nhạc Anh Em đã có ba tuần cho việc luyện tập âm nhạc, mỗi ngày từ 8 giờ đến 15 giờ. Sau giờ tập luyện, cô còn tập thể dục và luyện thanh. Trong khoảng thời gian đó, cô hạn chế nhận lịch diễn để đảm bảo sức khỏe. Cô cũng chia sẻ nhiều khó khăn và "lo lắng" khi bắt đầu quá trình tập luyện khi "cả tôi và cả ê-kíp trước đây đều đã trở thành những con người khác".

### Khách mời đặc biệt
Ngày 21 tháng 6 năm 2018, tập 2 "Thời gian" của bộ phim tư liệu The Making of Mỹ Linh Tour 2018 đã công bố chính thức danh sách khách mời đặc biệt. Mỹ Linh gây bất ngờ cho khán giả khi lựa chọn các khách mời trẻ tuổi với nhiều phong cách âm nhạc khác nhau. Bốn nghệ sĩ đã song ca cùng cô trên sân khấu, đặc biệt cô mời con gái mình là Mỹ Anh. Trong đó, Hà Phạm Thăng Long thể hiện cùng cô "Ave Maria" và "Khi mùa đông quay về". Mỹ Linh cùng Mỹ Anh sẽ kết thúc phần đầu chương trình với "Nắng sớm" và thể hiện đơn ca phần lớn ca khúc "Bướm trắng". Sau đó, cô song ca cùng Bùi Anh Tuấn với liên khúc "Nhớ mưa" và "Những giấc mơ dài". Kết thúc buổi biểu diễn, Mỹ Linh thể hiện "Bài ca tự do" cùng Hà Lê với dàn hợp xướng gồm 50 người, với thông điệp "Tự do trong chính trái tim mình, không cần tìm đâu xa".
Với ca khúc "Bài ca tự do", nhạc sĩ Anh Quân cảm thấy vui vì có được "cơ hội làm việc với người trẻ, những tài năng âm nhạc mới" và cho rằng cá tính và tài năng của họ "là tương lai của nền âm nhạc".

### Trang phục biểu diễn
Có tất cả sáu bộ trang phục cho Mỹ Linh được thiết kế bởi nhà thiết kế Tùng Vũ trong Mỹ Linh Tour 2018 – Thời gian. Tất cả sáu trang phục đều được Tùng Vũ, nhà tạo mẫu Tô Quốc Sơn và Mỹ Linh lựa chọn từ 14 bộ váy chế tạo thủ công từ các thợ may, bao gồm cả công đoạn thêu đính sequin công phu. Trong buổi biểu diễn, Mỹ Linh sẽ sử dụng ba bộ trang phục cho mỗi đêm. Ba bộ đầm trong đêm diễn ngày 11 tháng 8 năm 2018 đều được sử dụng vào hôm sau ngày 12 tại Hà Nội và đêm cuối cùng ngày 18 tháng 8 năm 2018 tại Thành phố Hồ Chí Minh. Riêng ngày 15 tháng 8 năm 2019 tại Đà Nẵng, ba bộ trang phục khác sẽ được sử dụng thay thế.
Trang phục biểu diễn gồm 1 bộ váy có phần thân vàng ôm sát với phần váy voan trắng xếp li và được thêu họa tiết; 1 áo dài cách tân màu trắng đính hạt; 1 bộ đầm xanh pastel đính hạt với chiếc áo choàng xanh mini khoác phía ngoài; 1 bộ đầm vàng có phần thân đen ôm sát với phần váy dài xẻ tà; 1 bộ đầm vàng có phần thân đen ôm sát với 2 vai nhô lên và phần váy ngắn ôm; 1 bộ váy sarong màu đen và chiết eo phần thân.

## Đánh giá chuyên môn
Mỹ Linh Tour 2018 – Thời gian đa phần nhận được những đánh giá tích cực từ các nhà báo, họ khen ngợi sự cộng hưởng từ nội dung và hình thức; khâu biên tập khéo léo, gọn gàng; thể hiện thông điệp của buổi biểu diễn. Chỉ ngay bài mở đầu đã gợi không gian truyền tải "Tình yêu và con đường âm nhạc" với phần âm thanh được đầu tư kĩ càng, họ viết "phần âm nhạc được đánh giá là chỉn chu, chuyên nghiệp [...]". Họ cũng cho rằng sự kết hợp của ban nhạc Anh Em và những nhạc công trẻ từ Mỹ là một sự lựa chọn sáng suốt. Đặc biệt, phần thể hiện của Mỹ Linh "căng tràn đến từng nốt nhạc", hay "[...] hát nhiều ca khúc liên tiếp nhưng không cho thấy dấu hiệu đuối sức, thậm chí còn càng về cuối càng hay" và "một mình 'cân' hai đêm nhạc mà không hề có chút đuối sức".
Vietnamnet ca ngợi phần kịch bản âm nhạc cũng thể hiện tay nghề và kinh nghiệm lâu năm của các nghệ sĩ, cũng như đánh giá rằng chương trình mang tính văn minh. Theo VnExpress, chương trình có bố cục gọn gàng, phần thiết kế sân khấu có sự pha trộn giữa hiện đại và hoài cổ, cùng "thông điệp về sự gắn kết giữa Mỹ Linh và Anh Em được thể hiện rõ nét khi luôn là hình ảnh cố định trên sân khấu xuyên suốt chương trình". Báo Cảnh sát Toàn cầu chỉ ra sự hòa quyện và kết nối tự nhiên từ cách chơi nhạc đến cách trình diễn "Có một sự hiểu nhau sâu sắc và thấu đáo trong không gian âm nhạc mà Mỹ Linh và những người bạn đem tới".
Tại Giải thưởng Cống hiến lần thứ 14, Mỹ Linh Tour 2018 – Thời gian được tôn vinh tại một đề cử ở hạng mục "Chương trình của năm".

## Ghi hình
Theo dự định, chuyến lưu diễn đã được ghi hình và phát hành dưới định dạng DVD vào năm 2019 bởi Công ty TNHH Diệu Thanh. Mỹ Linh Tour 2018 – Thời gian là DVD thứ tư của Mỹ Linh, gồm 21 màn trình diễn ghi hình buổi biểu diễn đêm đầu tiên tại Cung Văn hóa Hữu nghị Hà Nội. DVD với thời lượng kéo dài hơn 2 tiếng do Trần Quốc Vương đạo diễn, cùng phần âm thanh được Doãn Chí Nghĩa đảm nhận thu trực tiếp và hậu kì bởi Trần Film.

### Phim tư liệu
Bộ phim tư liệu với tựa đề The Making of Mỹ Linh Tour 2018, bao gồm 5 tập ghi hình quá trình thực hiện chuyến lưu diễn, tập đầu tiên "Gặp gỡ" được cô phát hành chính thức trên YouTube ngày 19 tháng 5 năm 2018.

## Danh sách tiết mục
Đây là danh sách tiết mục trong buổi diễn tại Nhà hát Hòa Bình, TP. HCM vào ngày 18 tháng 8 năm 2018. Danh sách sử dụng các tiết mục bao gồm 22 bài hát đại diện chính thức và ca khúc mở rộng "Khúc giao mùa".
1. "Em vẫn thương anh"
2. "Những ngày mộng mơ"
3. "Sớm nay mùa xuân"
4. "Ave Maria"
5. "Đợi những ngày xuân"
6. "Khi mùa đông quay về"
7. "Nắng sớm"
8. "Bướm trắng"
9. "Mùa đông sẽ qua"
10. "Mùa cũ"
11. "Nhớ Mưa" / "Những giấc mơ dài"
12. "Gửi anh"
13. "Một ngày"
14. "Biết"
15. "Tóc ngắn"
16. "Em mơ về anh"
17. "Hương ngọc lan"
18. "Trưa vắng"
19. "Chuyện tình"
20. "Ngày xa anh"
21. "Bài ca tự do"
22. "Khúc giao mùa"

- "Sớm nay mùa xuân" và "Ave Maria" với Hà Phạm Thăng Long.
- "Nắng sớm" và "Bướm trắng" với Mỹ Anh.
- "Nhớ Mưa" / "Những giấc mơ dài" với Bùi Anh Tuấn.
- "Ngày xa anh" và "Bài ca tự do" với Hà Lê.

## Đội ngũ thực hiện
Theo The Making of Mỹ Linh Tour 2018 và Mỹ Linh Tour 2018 – Thời gian.

### Nghệ sĩ
- Hát chính – Mỹ Linh
- Guitar, chỉ huy âm nhạc – Anh Quân
- Guitar bass – Huy Tuấn
- Piano – Tuấn Nam
- Organ – Vũ Văn Hà
- Trống – Quốc Bình
- Trống và nhạc cụ gõ – Eric Derwallis
- Saxophone – Hồng Kiên
- Tenor Saxophone – Kyle Zimmerman
- Trombone – Alan Hsiao
- Trumpet – Jeremy Alvarez
- Hát bè – Nhóm bè Cadillac
- Dàn dây – Học viện Âm nhạc Quốc gia Việt Nam và Saigon Pops Orchestra
- Dàn hợp xướng – Dàn hợp xướng Flames và B@y's Choir

### Sản xuất
| Âm thanh - Đạo diễn âm nhạc – Anh Quân và Huy Tuấn - Biên tập, hòa âm – Anh Quân và Huy Tuấn - Giám đốc kỹ thuật, kỹ sư âm thanh – Doãn Chí Nghĩa - Kỹ sư âm thanh monitor – Hoàng Lê Hải - Dàn dựng hát bè – Hồ Hoài Anh Chương trình - Đơn vị tổ chức – Công ty TNHH Diệu Thanh - Giám đốc sản xuất – Anh Quân - Trợ lí đạo diễn – Tùng Lân, Thanh Thủy và Phúc Anh - Trợ lí dự án – Lê Thùy Linh, Nghĩa Nguyễn, Vũ Yến Chi, Nguyễn Lý Thiên Tài - Backstage – Phong Chelsea - Phụ trách truyền thông – Đặng Thị Cẩm Thơ, Nguyễn Hà và Duy Trần - Chủ nhiệm – Adrian Hoàng Vũ | Sân khấu - Đạo diễn sân khấu – Phạm Hoàng Nam - Thiết kế ánh sáng – Tân Lighter - Thiết kế sân khấu – Phùng Nam Thắng - Biên đạo – Đào Phi Hải - Diễn viên múa – Đào Phi Hải, Lê Minh Hiếu, Lê Quốc Huy và Lê Gia Hào Thiết kế mỹ thuật - Giám đốc mỹ thuật – Nguyễn Nhật Lài - Nhà tạo mẫu – Tô Quốc Sơn - Nhiếp ảnh gia – Milor Trần - Trang điểm – Nam Trung - Sản xuất – Duy Trần - Trang phục – Tùng Vũ |